# Dean Martin
Dean Martin, születési nevén Dino Paul Crocetti (Steubenville, Ohio, 1917. június 7. – Beverly Hills, 1995. december 25.) Golden Globe-díjas olasz származású amerikai énekes, színész.

## Családi háttere
Eredeti neve Dino Crocetti. Apja, az olasz Gaetano Alfonso Crocetti (1894-1967) borbély és anyja, Angela Crocetti (született Barra, 1899-1966) olasz-amerikai volt. 1914-ben házasodtak össze. Apja eredetileg Montesilvano, Abruzzo-i, és az ő anyai nagyszülei eredete vélhetően szintén Abruzzo, bár nem tisztázott. Martinnak volt egy bátyja, William Alfonso Crocetti (1916-1968). Martin anyanyelve az olasz nápolyi nyelvjárás volt, és ő nem beszélt angolul, míg ötévesen el nem kezdett iskolába járni a Grant Elementary Steubenvilleben, ahol tört angol nyelv tudása miatt terrorizálták. Majd kihullott a Steubenville Gimnázium 10. évfolyamából, mert azt hitte, hogy okosabb, mint a tanárai.

## Énekesi pályafutása
Eredeti életcélját sokáig kereste. Álma az volt, hogy színész lesz, ehelyett hol bokszolt, hol benzinkúton dolgozott, vagy malomban, máskor mint krupié tartotta el magát. Emellett természetesen énekelt is: először családi ünnepségeken, később kisebb klubokban is fellépett. Mikor Ernie McKay zenekarvezető meghallotta az ifjú Dinot énekelni, szerződtette saját zenekarához. Ekkor változtatta meg nevét először Dino Martinira, de mikor megtudta, hogy ez nagyon hasonlít az amerikás olasz énekes, Nino Martini nevéhez, végül Dean Martinra változtatta meg a nevét. Később, mikor Sammy Watkins zenekarával énekelt, szintén ezen a művésznéven mutatkozott be a közönségnek. És épp a Watkinsszal töltött évek alatt szerzett annyi tapasztalatot, hogy ezután már szólóénekesként kereshesse kenyerét az éjszakai bárokban. Többször is cserélt zenekart az Egyesült Államokban, míg 1946-ban a Club 500-hoz szerződött Atlantic Cityben.
Itt ismerkedett meg az akkor már népszerű Jerry Lewis komikussal. Ketten énekes-komikus duót hoztak létre, és máris első fellépésük nagy visszhangot váltott ki: eredetileg 14 napra tervezték kettősüket, amiből 14 hét lett. Kettősük nyolc évig működött, mindkettejüknek sikert, népszerűséget, dicsfényt hozott, és természetesen anyagi jólétet is: kettősük igényelt szám volt nem egy éjszakai lokálban, a rádió és a televízió is sugározta műsorukat, valamint 16 film is hozzájárult a páros népszerűségéhez és sikeréhez.
Dean Martin 1956-ban kiszállt az üzletből, és úgy érezte, hogy ő, a maga visszahúzódó, introvertált jellemével háttérbe szorult, és a produkció oroszlánrészét Lewis viselte a hátán. Az újságírók kezdetben nem akarták elhinni a kettéválást, és a nagy kettős visszatérését várták. De mindketten sikeresek voltak külön-külön is.

## Színészi pályafutása
Martin első filmje, amiben önállóan szerepelt, a Tízezer hálószoba (1957). Ekkor ismerkedett meg Frank Sinatrával. Karrierje továbbra is a filmezéssel forrt össze, és ezek a filmek nagyrészt közönségsikerek lettek. 1958-ban az Oroszlánkölykökben szerepelt, majd ugyanabban az évben Sinatra oldalán először a Futva érkeztek című filmben. Egy évvel később pedig a Rio Bravoban (1959), ahol nem csak színészként tűnt fel, de ifjú kollégájával, Ricky Nelsonnal még énekelt is. Ekkor már a Sinatra körül létrejött Rat Pack tagjaként is feltűnt. Velük forgatta 1960-ban a népszerű Dicső tizenegy című filmet, amit a 3 őrmester (1962), a Négyen Texasért (1963) és a Robin és a hét gengszter (1964) követett. Ezután már csak Sinatrával forgatta a Marriage on the Rocks (1965) című vígjátékot. Későbbi filmjei közül megemlíthetjük még a Bandolerot (1968) és az Airportot (1970). Ez utóbbiban egy viharba került repülőgép kapitányát alakította. A nyolcvanas években még két kisebb szerepben tűnt fel, régi cimborájával, Sammy Davisszel az Ágyúgolyófutamban (1981), majd Davisszel és Sinatrával az Ágyúgolyófutam 2-ben (1984).
Színészi karrierje mellett természetesen énekelt is, nem egy dala világhírű sláger lett. Ilyenek voltak a That's Amore (1953), Memories Are Made of This, vagy az olasz Domenico Modugno slágere, a Volare (1958). Szintén világsiker lett az Everybody Loves Somebody, amit zongoristája, Ken Lane írt. 
Önálló koncertjei mellett természetesen a Rat Packkel is fellépett, például Chicagóban (1962), Las Vegasban (1963) és St. Louisban (1965). Szerepelt Sinatra tv-showjában is 1977-ben (Sinatra and Friends), majd 1979-ben is, mikor Sinatra énekesi karrierjének első negyven évét ünnepelték Las Vegasban. Miután fia 1987-ben repülőgép-szerencsétlenségben meghalt, visszavonult, és bár egy évre rá, 1988-ban ismét koncertkörútra indult Sinatrával és Davisszel, nemsokára ebből is kiszállt.
Saját készítésű tv-showja 1965-től 1974-ig ment a televízióban, majd 1975-től 1984-ig Dean Martin Roasts című műsorával jelentkezett. Ekkor, a nyolcvanas évek közepe felé csinálta utolsó lemezfelvételeit is.
A televízióban utoljára 1990-ben szerepelt, mikor gratulált Sinatrának 75. születésnapjára.

## Magánélete
Martin élete során háromszor nősült. Az első felesége, Elizabeth Anne "Betty" McDonald (1989-ben halt meg), akit feleségül vett 1941-ben. Négy gyermekük volt: Craig Martin (1942); Claudia Martin (1944. március 16. – 2001-ben halt meg emlőrákban); Gail Martin (1945) és Deana Martin (1948). Martin 1949-ben elvált, és még abban az évben elvette második nejét Jeanne Biegger (meghalt 2016. augusztus 24.), az egykori Orange Bowl királynő. Házasságuk 24 évig tartott (1949-1973) és három gyermekük született: Dean Paul Martin (1951. november 17. – 1987. március 21.), Ricci Martin (1953. szeptember 20. – 2016. augusztus 3) és Gina Martin (1956). Végül Martin harmadik és egyben utolsó házassága Catherine Hawnnal köttetett. Három év után, 1976-ban Martin kezdeményezte a válást. De örökbe fogadta Hawn lányát, Sashat.

## Halála

Dean Martin sírja a Westwood Memorial Park nevű temetőben

Martin erős dohányos volt, 1993 szeptemberében tüdőrákot diagnosztizáltak nála a Cedars Sinai Medical Centerben. Ott azt mondták neki az orvosok, hogy szüksége van egy műtétre, amely meghosszabbíthatja az életét, de ennek ellenére nem volt hajlandó alávetnie magát. Visszavonult a közélettől és 1995. december 25-én halt meg akut légzési elégtelenség és tüdőtágulat következtében, 78 évesen.
Sírja a Westwood Village Memorial Park nevű temetőben található, Los Angelesben.

## Filmográfia
- 1985 – Half Nelson ... Mr. Martin
- 1984 – Ágyúgolyó futam 2. (Cannonball Run II) ... Jamie Blake
- 1981 – Ágyúgolyó futam (The Cannonball Run) ... Jamie Blake
- 1978 – Charlie angyalai (TV Sorozat) Frank Howell
- 1975 – Mr. Ricco ... Joe Ricco
- 1973 – Hagyj futni, testvér! (Showdown) ... Billy Massey
- 1971 – Valami nagy (something big)
- 1970 – Airport ... Vernon Demerest
- 1968 – A pókerkirály (Five Card Stud)
- 1968 – A bandita ... Dee Bishop
- 1967 – Jericho kegyetlen éjszakája (Rough Night in Jericho) ... Alex Flood
- 1966 – A folyón át Texasba (Texas, Across the River)
- 1966 – A leépített ügynök (The Silencers) ... Matt Helm
- 1965 – Marriage on the Rocks ... Ernie Brewer
- 1965 – A négy mesterlövész (The Sons of Katie Elder) ... Tom Elder
- 1964 – Csókolj meg, tökfej! (Kiss Me, Stupid) ... Dino
- 1964 – Robin és a hét gengszter (Robin and the Seven Hoods)
- 1964 – Melyik úton járjak? (What a Way to Go!) ... Leonard 'Lennie' Crawley
- 1963 – Játékok a padlásszobában (Toys in the Attic)
- 1963 – Két pár texasi (Four for Texas) ... Joe Jarrett
- 1962 – Út Hongkongba (The Road to Hong Kong)
- 1961 – Jövedelmező éjszaka (All in a Night's Work) ... Tony Ryder
- 1961 – Ada
- 1960 – Megszólalnak a csengők (Bells Are Ringing) ... Jeffrey Moss
- 1960 – A dicső tizenegy (Ocean's Eleven) ... Sam Harmon
- 1959 – Karrier (Career)
- 1959 – Rio Bravo ... Ficsur (`Borachón`)
- 1958 – Rohanva jöttek (Some Came Running) ... Bama Dillert
- 1958 – Oroszlánkölykök (The Young Lions)
- 1957 – Tízezer hálószoba (Ten Thousand Bedrooms) ... Ray Hunter
- 1955 – Művészek és modellek (Artists and Models)
- 1955 – Sosem vagy túl fiatal (You're Never Too Young)
- 1953 – Kutyaütő golfütők ... Joe Anthony
- 1952 – Déltengeri hercegnő (Road to Bali) ... Man in Lala's dream
- 1952 – Jumping Jacks ... Cpl. Chick Allen
- 1952 – Sailor Beware ... Al Crowthers
- 1951 – The Stooge ... Bill Miller
- 1951 – That's My Boy ... Bill Baker
- 1950 – At War with the Army ... 1st Sgt. Vic Puccinelli
- 1950 – My Friend Irma Goes West ... Steve Laird
- 1949 – My Friend Irma ... Steve